# Margaret von Hessen und bei Rhein
Margaret Prinzessin von Hessen und bei Rhein, geborene Campbell Geddes (* 18. März 1913 in Dublin; † 26. Januar 1997 in Schloss Wolfsgarten bei Langen (Hessen)) war eine Funktionärin des Deutschen Roten Kreuzes (DRK).

## Leben
Geddes wurde als Tochter des britischen Diplomaten und Professors Auckland Geddes, 1942 zum Baron Geddes of Rolvenden (Lord Geddes) erhoben, und der Amerikanerin Isabella Gamble Ross geboren. Sie arbeitete für das Britische Rote Kreuz in einem Jugendgefängnis. Am 17. November 1937 heiratete sie in London Ludwig von Hessen-Darmstadt (1908–1968), den jüngeren Sohn des letzten regierenden Großherzogs Ernst Ludwig von Hessen und bei Rhein. 
Fast die gesamte Familie des Bruders des Bräutigams, Georg Donatus von Hessen-Darmstadt, kam während der Anreise zu der Hochzeit bei einem Flugunfall in der Nähe von Ostende (Belgien) ums Leben, darunter dessen Gemahlin Cecilia von Griechenland, eine Schwester von Philipp, Duke of Edinburgh, Gemahl der britischen Königin Elisabeth II. Das britische Königspaar befreundete sich mit Ludwig und Margaret von Hessen, die damit zur Wiederaufnahme freundschaftlicher Beziehungen zwischen den Windsors und ihren deutschen Verwandten nach dem Zweiten Weltkrieg beitrugen. Die Königin und Prinz Philip besuchten 1965 Margaret und ihren Ehemann in Wolfsgarten.
Nach dem Unfalltod seines Bruders wurde Margarets Ehemann Ludwig Chef des vormals großherzoglichen Hauses Hessen-Darmstadt. Das Paar nahm seinen Wohnsitz auf Schloss Wolfsgarten bei Frankfurt. Margaret blieb für das Deutsche Rote Kreuz tätig und stellte während des Zweiten Weltkriegs das Schloss Wolfsgarten als Lazarett zur Verfügung. Durch eine Ausleihe der berühmten Darmstädter Madonna an das Museum in Basel ermöglichten sie und ihr Mann in den 1940er- und 1950er-Jahren Darmstädter Kindern, den Madonnenkindern, Ferienaufenthalte im schweizerischen Davos. Von 1957 an war sie Vizepräsidentin des DRK Hessen und Vorsitzende des Alice-Hospitals sowie der Eleonoren-Kinderklinik (heute Darmstädter Kinderkliniken Prinzessin Margaret). 
1981 nahm sie an der Hochzeit des damaligen britischen Thronfolgers Prinz Charles und der Lady Diana Spencer teil. Charles besuchte sie 1983 und 1993 auch zu den Feiern ihres 70. und 80. Geburtstags.
Mit ihrem Tod erlosch die Linie Hessen-Darmstadt, ihr Erbe fiel an die Linie Hessen-Kassel-Rumpenheim, vertreten durch den Adoptivsohn ihres Mannes, Moritz von Hessen. An ihrer Trauerfeier am 31. Januar 1997 in der Stadtkirche Darmstadt nahmen unter anderen die britischen Prinzen Philip und sein Sohn Charles sowie seine Schwester Sophie von Griechenland und die griechische Ex-Königin Anne-Marie teil. Sie wurde neben ihrem Ehemann Ludwig in einem schlichten Gemeinschaftsgrab auf der Rosenhöhe begraben.

## Ehrungen
- 1976: Großes Verdienstkreuz der Bundesrepublik Deutschland
- 1990: Hessischer Verdienstorden
- 1993: Wilhelm-Leuschner-Medaille